# Temporada 1980-81 de los New York Knicks
La temporada 1980-81 fue la trigésimo quinta de los New York Knicks en la NBA. La temporada regular acabó con 50 victorias y 32 derrotas, ocupando el cuarto puesto de la conferencia, clasificándose para los playoffs, en los que cayeron en primera ronda ante Chicago Bulls.

## Elecciones en elDraft
| Ronda | Puesto | Jugador        | Posición  | Nacionalidad   | Universidad     |
| ----- | ------ | -------------- | --------- | -------------- | --------------- |
| 1     | 12     | Mike Woodson   | Escolta   | Estados Unidos | Indiana         |
| 2     | 36     | DeWayne Scales | Ala-Pívot | Estados Unidos | Louisiana State |
| 3     | 58     | Kurt Rambis    | Ala-Pívot | Estados Unidos | Santa Clara     |

## Temporada regular
| División Atlántico   | División Atlántico | División Atlántico | División Atlántico | División Atlántico | División Atlántico | División Atlántico | División Atlántico | División Atlántico |
| Equipo               | G                  | P                  | %                  | PD                 | Casa               | Fuera              | Div                |                    |
| -------------------- | ------------------ | ------------------ | ------------------ | ------------------ | ------------------ | ------------------ | ------------------ | ------------------ |
| y-Boston Celtics     | 62                 | 20                 | .756               | –                  | 35–6               | 27–14              | 19–5               |                    |
| x-Philadelphia 76ers | 62                 | 20                 | .756               | –                  | 37–4               | 25–16              | 15–9               |                    |
| x-New York Knicks    | 50                 | 32                 | .610               | 12.0               | 28–13              | 22–19              | 14–10              |                    |
| Washington Bullets   | 39                 | 43                 | .476               | 23.0               | 26–15              | 13–28              | 8–16               |                    |
| New Jersey Nets      | 24                 | 58                 | .293               | 38.0               | 16–25              | 8–33               | 8–16               |                    |

## Playoffs

### Primera ronda
New York Knicks vs. Chicago Bulls 
| Fecha       | Partido                                | Ciudad     |
| ----------- | -------------------------------------- | ---------- |
| 31 de marzo | New York Knicks 80, Chicago Bulls 90   | Nueva York |
| 3 de abril  | Chicago Bulls 115, New York Knicks 114 | Chicago    |
|             | Chicago Bulls gana las series 0-2      |            |

## Estadísticas
| Rk | Jugador                | Edad | P  | PT | MP   | TC  | TCI  | %TC  | T3  | T3I | %T3  | TL  | TLI | %TL  | RO  | RD  | RT  | AS  | RB  | TAP | BP  | FP  | PTS  |
| -- | ---------------------- | ---- | -- | -- | ---- | --- | ---- | ---- | --- | --- | ---- | --- | --- | ---- | --- | --- | --- | --- | --- | --- | --- | --- | ---- |
| 1  | Micheal Ray Richardson | 25   | 79 |    | 40.2 | 6.6 | 14.1 | .469 | 0.3 | 1.3 | .225 | 2.8 | 4.3 | .663 | 2.2 | 4.7 | 6.9 | 7.9 | 2.9 | 0.4 | 3.8 | 3.3 | 16.4 |
| 2  | Campy Russell          | 29   | 79 |    | 36.3 | 6.4 | 13.9 | .464 | 0.1 | 0.3 | .308 | 3.4 | 4.3 | .781 | 1.4 | 3.1 | 4.5 | 3.3 | 1.3 | 0.1 | 2.7 | 3.1 | 16.4 |
| 3  | Bill Cartwright        | 23   | 82 |    | 35.7 | 7.5 | 13.6 | .554 | 0.0 | 0.0 | .000 | 5.0 | 6.3 | .788 | 2.0 | 5.5 | 7.5 | 1.4 | 0.6 | 1.0 | 2.4 | 3.2 | 20.1 |
| 4  | Ray Williams           | 26   | 79 |    | 34.7 | 7.8 | 16.9 | .461 | 0.2 | 0.9 | .235 | 3.9 | 4.8 | .817 | 1.5 | 2.5 | 4.1 | 5.5 | 2.3 | 0.5 | 3.0 | 3.4 | 19.7 |
| 5  | Sly Williams           | 23   | 67 |    | 29.5 | 5.2 | 10.6 | .493 | 0.0 | 0.1 | .250 | 2.8 | 4.0 | .690 | 2.4 | 3.8 | 6.2 | 2.7 | 1.7 | 0.3 | 2.1 | 3.0 | 13.2 |
| 6  | Marvin Webster         | 28   | 82 |    | 20.8 | 1.9 | 4.2  | .466 | 0.0 | 0.0 | .250 | 1.3 | 2.0 | .638 | 2.0 | 3.7 | 5.7 | 0.9 | 0.3 | 1.2 | 1.3 | 2.3 | 5.2  |
| 7  | Mike Glenn             | 25   | 82 |    | 18.4 | 3.5 | 6.2  | .558 | 0.0 | 0.1 | .364 | 1.2 | 1.3 | .891 | 0.3 | 0.7 | 1.1 | 1.3 | 0.9 | 0.1 | 0.8 | 1.5 | 8.2  |
| 8  | Larry Demic            | 23   | 76 |    | 12.7 | 1.7 | 3.3  | .504 | 0.0 | 0.0 | .000 | 0.8 | 1.2 | .630 | 1.5 | 1.7 | 3.2 | 0.4 | 0.2 | 0.2 | 0.8 | 2.0 | 4.1  |
| 9  | Mike Woodson           | 22   | 81 |    | 11.7 | 2.0 | 4.6  | .442 | 0.0 | 0.1 | .200 | 0.6 | 0.8 | .766 | 0.4 | 0.8 | 1.2 | 0.9 | 0.4 | 0.1 | 0.7 | 1.2 | 4.7  |
| 10 | DeWayne Scales         | 22   | 44 |    | 11.0 | 2.1 | 5.1  | .418 | 0.0 | 0.1 | .167 | 0.6 | 0.9 | .667 | 1.1 | 1.9 | 3.0 | 0.2 | 0.3 | 0.1 | 0.7 | 1.2 | 4.9  |
| 11 | Reggie Carter          | 23   | 60 |    | 8.9  | 1.0 | 3.0  | .330 | 0.0 | 0.1 | .000 | 0.9 | 1.2 | .739 | 0.5 | 0.7 | 1.2 | 1.3 | 0.4 | 0.0 | 0.6 | 1.1 | 2.8  |

## Galardones y récords
| Jugador                | Galardón                                    |
| Micheal Ray Richardson | Mejor quinteto defensivo de la NBA All-Star |